# Salih Mahdi Ammasz
Salih Mahdi Ammasz (ur. 1924 w Bagdadzie, zm. 1985) – iracki wojskowy i polityk związany z partią Baas.

## Życiorys
Urodził się w Bagdadzie w rodzinie chłopskiej. Ukończył szkołę wojskową w Bagdadzie, a następnie działającą w tym samym mieście szkołę sztabu generalnego. W 1952 przystąpił do działającej od niedawna irackiej organizacji partii Baas. Był jednym z pierwszych wojskowych wybranych do Przywództwa Regionalnego irackiego oddziału partii. Należał do ruchu Wolnych Oficerów i wziął udział w przewrocie w lipcu 1958, którym kierowali Abd al-Karim Kasim i Abd as-Salam Arif.
Partia Baas została jednak szybko wyeliminowana z nowej elity władzy, którą skupił w swoich rękach Abd al-Karim Kasim. W październiku 1959 partia zorganizowała na niego nieudany zamach, po którym została zdelegalizowana. W podziemiu struktury organizacji odbudował Ali Salih as-Sadi. W 1962 w strukturach partii powstało Biuro Wojskowe, do którego obok as-Sadiego weszła grupa oficerów, w tym Ahmad Hasan al-Bakr i Salih Mahdi Ammasz. Biuro zajęło się pozyskiwaniem nowych zwolenników partii wśród oficerów i zaplanowało nowy przewrót, po którym organizacja miała przejął władzę w kraju. Organizacja na początku 1963 została wykryta, a as-Sadi i Ammasz aresztowani, jednak pozostali na wolności spiskowcy przystąpili do działania i 9 lutego 1963 obalili rządy Kasima (został on tego samego dnia rozstrzelany). W nowym rządzie Ammasz został ministrem obrony.
Jesienią 1963 w irackiej partii Baas wybuchł wewnętrzny spór między radykalnym skrzydłem Alego Saliha as-Sadiego a frakcją umiarkowaną Hazima Dżawada, która wyszła z konfliktu zwycięsko i zmusiła as-Sadiego do opuszczenia kraju. Miał on jednak licznych zwolenników, zwłaszcza w paramilitarnej partyjnej Gwardii Narodowej, która zorganizowała w jego obronie protesty uliczne. Ammasz i al-Bakr, sympatyzującym z umiarkowanymi, poprosili wówczas o mediację przedstawicieli Przywództwa Narodowego partii Baas na czele z Michelem Aflakiem. Ci przyznali rację frakcji Dżawada i oficerom, co jednak nie zakończyło konfliktu wewnątrzpartyjnego. Kontrolę nad organizacją na chwilę przejęli radykałowie, anulując wcześniejsze decyzje. W obliczu chaosu w partii Baas kolejnego przewrotu w Iraku dokonał prezydent Abd as-Salam Arif, przejmując całą władzę dla siebie w porozumieniu z częścią wojskowych działaczy partii, rozczarowanych przebiegiem ostatnich wydarzeń.
Jesienią 1964 Biuro Wojskowe partii Baas bez powodzenia usiłowało odzyskać władzę drogą kolejnego przewrotu, a jego przywódcy znaleźli się w więzieniu. Po raz kolejny partia przystąpiła do nielegalnej odbudowy struktur, by 17 lipca 1968 przeprowadzić nowy zamach stanu. Ammasz wziął w nim osobisty udział, biorąc udział w opanowaniu kwatery głównej X Brygady Pancernej. Pucz zakończył się sukcesem; partia Baas po raz drugi przejęła władzę w Iraku, a prezydent Abd ar-Rahman Arif musiał emigrować. Nowym prezydentem został al-Bakr, premierem - Abd ar-Razzak an-Najif, zaś Ammaszowi przypadło stanowisko ministra spraw wewnętrznych. Trzykrotnie był wybierany do Przywództwa Regionalnego irackiej partii Baas.
Po zdobyciu władzy w irackiej partii Baas ponownie doszło do konfliktów wewnętrznych. Początkowo o przewodzenie rządzącej partii rywalizowali al-Bakr, Ammasz oraz Hardan at-Tikriti. Z czasem coraz większe było znaczenie krewnego i protegowanego al-Bakra, Saddama Husajna. W 1970 zarówno Hardan at-Tikriti, jak i Salih Mahdi Ammasz zostali pozbawieni stanowisk ministerialnych. Ammasza usunięto również z partyjnego Przywództwa Regionalnego i faktycznie zmuszono do wyjazdu z Iraku, powierzono mu bowiem stanowisko ambasadora w Związku Radzieckim.
Jego córka Huda była mikrobiologiem i działaczką irackiej partii Baas, jedyną w historii kobietą, która zasiadała w jej Przywództwie Regionalnym.